# Friedrich Rafreider
Friedrich Rafreider, né le 24 février 1942 à Dornbirn et mort le 16 septembre 2007 à Dornbirn, était un footballeur international autrichien.

## Biographie
Friedrich Rafreider est sélectionné pour la première fois en équipe d'Autriche A face à l'Angleterre lors de la victoire autrichienne 3-1 au Prater devant 92 000 spectateurs le 27 mai 1961.
Il marque son deuxième et dernier but international à l'occasion de sa troisième sélection le 10 septembre 1961, signant à Moscou le seul but du match face à l'URSS, championne d'Europe en titre.